# آیو (فیلم)
آیو (انگلیسی: Io) یک فیلم در ژانر علمی–تخیلی به کارگردانی جاناتان هلپرت است که از سوی نت‌فلیکس در ۱۸ ژانویه ۲۰۱۹ منتشر شد. از بازیگران آن می‌توان به مارگارت کوالی، آنتونی مکی، دنی هوستون و تام پین اشاره کرد.